# Sedum pringlei
Sedum pringlei är en fetbladsväxtart som beskrevs av Wats.. Sedum pringlei ingår i Fetknoppssläktet som ingår i familjen fetbladsväxter. Inga underarter finns listade i Catalogue of Life.